# 2 Front Ukraiński

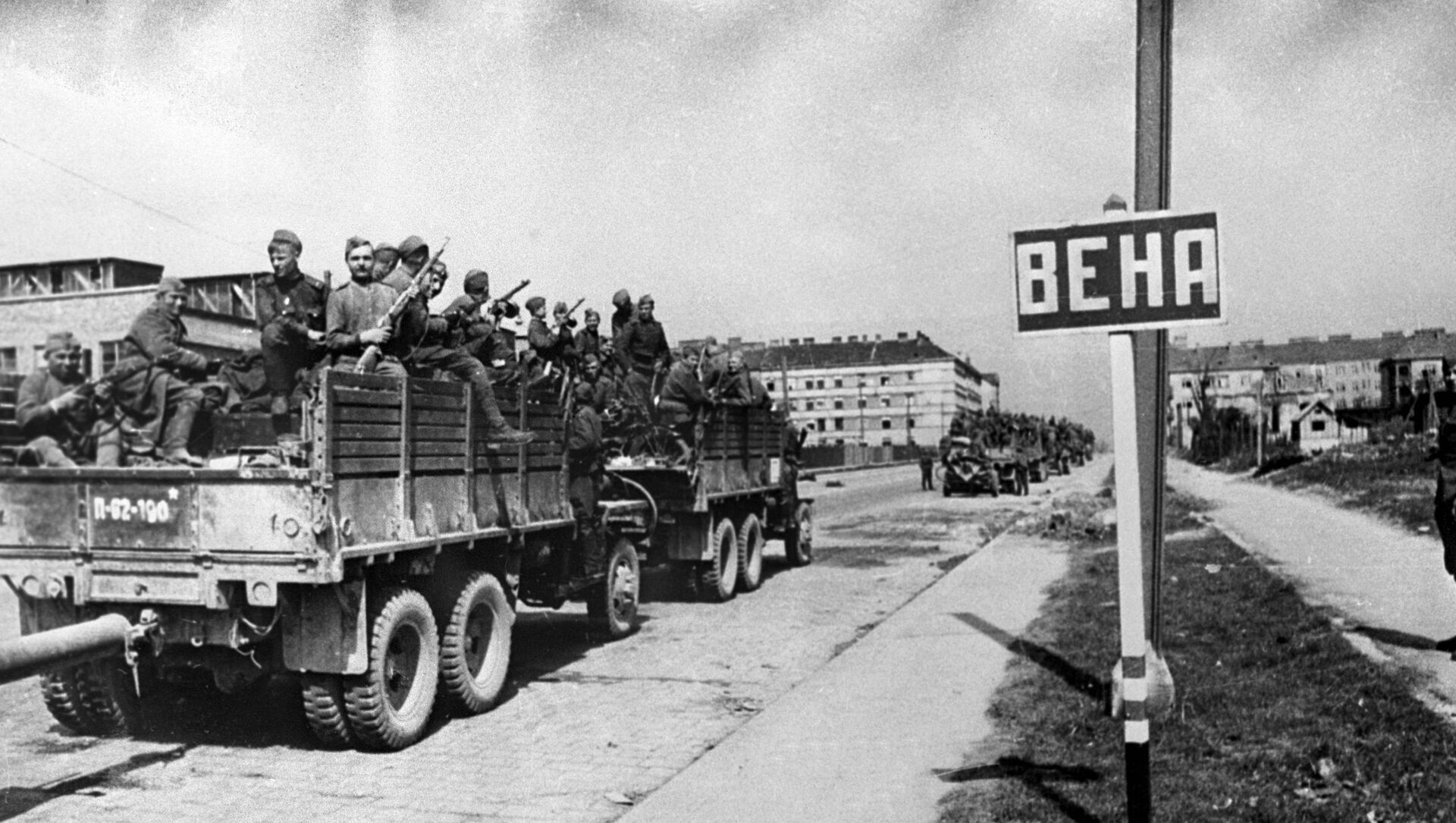
Żołnierze z 2 Frontu Ukraińskiego wkraczający do Wiednia

2 Front Ukraiński (ros. 2-й Украинский фронт) – związek operacyjno-strategiczny Armii Czerwonej o kompetencjach administracyjnych i operacyjnych na zachodnim terytorium ZSRR, działający podczas wojny z Niemcami w czasie II wojny światowej.

## Historia
Utworzony 20 października 1943 z Frontu Stepowego. Front prowadził operacje w kierunku na Kirowograd i Krzywy Róg oraz walki na prawobrzeżnej Ukrainie (24 grudnia 1943 – 17 kwietnia 1944) z niemiecką Grupą Armii "A" (przemianowaną 15 kwietnia na Grupę Armii "Südukraine") i wyszedł na linię: Krasnoilsk, Pascani, Orgiejew, Dubosary. W okresie 20 sierpnia – 29 września 1944 wraz z 3 Frontem Ukraińskim wykonał operację jasko-kiszyniowską, w wyniku której zniszczył większość sił Grupy Armii "Südukraine", wyzwolił Rumunię i wyszedł na granice Węgier i Bułgarii.
W okresie 6 – 28 października 1944 wraz z 4 Frontem Ukraińskim wykonał operację użhorodzką (zw. też debreczyńską), w tym samym czasie wraz z 3 Frontem Ukraińskim operacje budapeszteńską (29 października – 13 lutego 1945), zakończoną zlikwidowaniem w lutym 1945 budapeszteńskiego zgrupowania wojsk niemieckich.
6 – 15 marca 1945 brał udział w operacji balatońskiej, a od 16 marca  – 13 kwietnia wraz z 3 Frontem Ukraińskim w operacji wiedeńskiej przeciw niemieckiej Grupie Armii "Süd", zajmując 13 kwietnia Wiedeń i eliminując z wojny Węgry i Austrię. W maju 1945 wraz z częścią sił 1 i 4 Frontu Ukraińskiego wykonał operację praską przeciw części sił niemieckiej Grupy Armii "Mitte" oraz Grupie Armii "Ostmark".
Rozformowany 11 maja 1945.

## Dowództwo Frontu
Dowódcy:
- gen. armii (od 20 lutego 1944 marszałek) Iwan Koniew – do 21 maja 1944
- gen. armii (od 10 września 1944 marszałek) Rodion Malinowski

Szefowie sztabu:
- gen. płk Matwiej Zacharow[2]

## Struktura organizacyjna
Początkowy skład: 
- 4 Gwardyjska Armia
- 5 Gwardyjska Armia
- 7 Gwardyjska Armia
- 37 Armia,
- 46 Armia,
- 52 Armia,
- 53 Armia,
- 57 Armia,
- 5 Gwardyjska Armia Pancerna,
- 5 Armia Lotnicza[1].